# Alison Jaggar
Alison Mary Jaggar (Sheffield, 23 september 1942) is een, in Engeland geboren, Amerikaanse feministische filosoof. Ze is hoogleraar aan de Universiteit van Colorado aan de afdelingen Filosofie en Vrouwen- en Genderstudies. en Distinguished Research Professor aan de Universiteit van Birmingham in het Verenigd Koninkrijk. Ze was een van de eerste mensen die het feminisme in de filosofie introduceerde.

## Onderwijs en carrière
Jaggar werd geboren in Sheffield, Engeland. Ze behaalde in 1964 een bachelor in de filosofie aan Bedford College en in 1967 een master in de filosofie aan de Universiteit van Edinburgh. Ze promoveerde in 1970 in de filosofie aan de State University of New York. 
Tijdens haar carrière heeft Jaggar functies bekleed bij de State University of New York, Miami University, de University of Cincinnati, de University of Illinois, de University of California, Los Angeles, Rutgers University, Victoria University, de Universiteit van Oslo en de Universiteit van Birmingham. Van 1994 tot 1997 was ze hoofd van de afdeling Vrouwenstudies van de Universiteit van Colorado. Van 2004 tot 2008 was ze Graduate Director en Associate Chair van de afdeling Filosofie van deze universiteit. Van 2007 tot 2014 werkte ze als onderzoekscoördinator bij het Centre for the Study of Mind in Nature aan de Universiteit van Oslo in Noorwegen.
Ze was een van de oprichters van de Society for Women in Philosophy en speelde een belangrijke rol in de ontwikkeling van het gebied van feministische studies. Ook was ze docent van wat volgens haar de eerste cursus feministische filosofie was die ooit werd aangeboden. Jaggar was medeoprichter van Hypatia: A Journal of Feminist Philosophy. Ze was lid van de redactie van 1983 tot 2009 en Associate Editor van 2006 tot 2008. Ze was voorzitter van de American Philosophical Association (APA) Committee on the Status of Women van 1986 tot 1991 en was co-president van de North American Society for Social Philosophy van 1995 tot 1997. 
Jaggar heeft onderzoeksbeurzen gekregen van de National Endowment for the Humanities, de Rockefeller Foundation, American Association of University Women (AAUW), de Universiteit van Edinburgh, de Noorse Raad voor Onderzoek en de Australian Research Council. Ze was lid van de redactie van Against the Current, Hypatia: A Journal of Feminist Philosophy, Radical Philosophy Review, Asian Journal of Women's Studies, Journal of Social Philosophy, Studies in Feminist Philosophy, International Journal of Feminist Bioethics en Journal of International Critical Thought.

## Filosofisch werk
Jaggar bestudeert gender en globalisering met behulp van normatieve, methodologische en epistemologische perspectieven. Ze publiceerde verschillende artikelen waarin ze identificeerde "hoe internationale instellingen en beleidsmaatregelen inwerken op lokale praktijken om gendergerelateerde kwetsbaarheid en uitbuiting te creëren" en de invloed daarvan op het beleid. Ze heeft geholpen bij het ontwikkelen van een nieuwe armoedemaatstaf die evalueert hoe gender armoede beïnvloedt en hoe gender beïnvloed wordt door armoede.
Haar werk heeft een enorme invloed gehad. Rosemarie Tong en Nancy Williams suggereren in de Stanford Encyclopedia of Philosophy dat "Als ethiek gaat over de bevrijding van mensen, dan kan de samenvatting van de viervoudige functie van feministische ethiek van Alison Jaggar niet op enige betekenisvolle manier worden verbeterd." Jaggar's teksten worden beschouwd als klassiekers binnen hun vakgebied.

## Geselecteerde publicaties
Jaggar heeft een groot aantal veel geciteerde artikelen geschreven, met name "Love and Knowledge: Emotion in Feminist Epistemology", gepubliceerd in 1989. Jaggar was ook co-redacteur van de eerste uitgave van Telos en was medeoprichter en associate editor van Hypatia: A Journal of Feminist Philosophy van 2006 tot 2008.
Jaggar heeft één boek geschreven, zeven boeken bewerkt en is co-auteur geweest van twee: 
- Jaggar, Alison (1978). Feminist Frameworks: Alternative Theoretical Accounts of the Relations Between Women and Men. McGraw-Hill, New York. ISBN 9780070322509.
- Jaggar, Alison (1983). Feminist Politics and Human Nature. Rowman & Allanheld, Totowa, New Jersey. ISBN 9780710806536.
- Jaggar, Alison (1989). Gender/Body/Knowledge: Feminist Reconstructions of Being and Knowing. Rutgers University Press, New Brunswick, New Jersey. ISBN 9780813513799.
- Jaggar, Alison (1994). Living with Contradictions: Controversies in Feminist Social Ethics. Westview Press, Boulder, Colorado. ISBN 9780813317762.
- Jaggar, Alison (1995). Morality and Social Justice: Point/Counterpoint. Rowman & Littlefield Publishers, Lanham, Maryland. ISBN 9780847679782.
- Jaggar, Alison (2000). A Companion to Feminist Philosophy. Blackwell, Malden, Massachusetts. ISBN 9780631227649.
- Jaggar (2005). Arenas of Citizenship: Civil Society, the State and the Global Order. International Feminist Journal of Politics 7 (1): 3-25. DOI: 10.1080/1461674042000324664.
- Jaggar, Alison (2008). Just Methods: an Interdisciplinary Feminist Reader. Paradigm Publishers, Boulder, Colorado. ISBN 9781594512032.
- Jaggar, Alison (2009). Abortion: Three Perspectives. Oxford University Press, New York. ISBN 9780195380279.
- Jaggar, Alison (2010). Thomas Pogge and his Critics. Polity, Cambridge Malden, Massachusetts. ISBN 9780745642581.
- Jaggar, Alison (2014). Gender and Global Justice. Polity, Cambridge, UK Malden, Massachusetts. ISBN 9780745663760.
- Jaggar (2015). On Susan Moller Okin's "Reason and Feeling in Thinking about Justice". Ethics 125 (4): 1127–1131. DOI: 10.1086/680878.  Gearchiveerd van origineel op 4 september 2019. Geraadpleegd op 8 april 2020.